# Mohammed Khaïr-Eddine

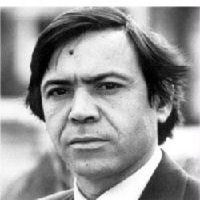
Mohammed Khair-Eddine

Mohammed Khair-Eddine (Tafraout, 1941 - Rabat, 18 november 1995) was een Marokkaans schrijver. 
Toen hij nog een jonge schrijver was, sloot hij zich aan bij de kring van de schrijvers van de Amitiés littéraires et artistiques in Casablanca. In 1964 richtte Khair-Eddine de beweging "Poésie Toute". In 1965 werd hij verbannen naar Frankrijk. Jarenlang heeft Khair-Eddine daar fabriekswerk gedaan. In 1967 begon hij opnieuw met publiceren. Hij schreef voor "Lettres nouvelles"en "Présence africaine". In 1979 ging hij terug naar Marokko.

## Zijn werk
- Légende et vie d' Agoun' chich (Le Seuil, 1984).
- Résurrection des fleurs sauvages (Éditions Stouky, Rabat, 1981).
- Agadir: De auteur was enthousiast over het "séisme" van 1960. Hij verhuisde in 1961 naar Agadir en blijft daar tot 1963.

Zijn werk is voor het merendeel uitgegeven bij Éditions du Seuil:
- Corps négatif
- Histoire d'un Bon Dieu
- Soleil arachnide
- Moi l'aigre
- Le Déterreur
- CE Maroc
- Une odeur de manthèque
- Une vie, un rêve, un peuple,
- Toujours errants
- Légende et vie d'Agoun'chich
- Résurrection des fleurs sauvages